# La Drecera (Carretera del Bosc d'Abella)
La Drecera és un camí forestal del terme municipal d'Abella de la Conca, a la comarca del Pallars Jussà.

La Drecera, respecte del terme d'Abella de la Conca

És una variant de la Carretera del Bosc d'Abella, de la qual surt a la Pedra Blanca. Quan passa al sud de l'Argelagosa, en surten cap al nord dues variants de la Pista de la Torre. Més tard passa al nord i ran del Roc de l'Arreposador i es reintegra en la Carretera del Bosc d'Abella a ponent de les Fonts de la Borda del Manel.

## Etimologia
Es tracta d'un topònim romànic modern plenament descriptiu: es tracta d'una variant que fa drecera de la Carretera del Bosc d'Abella.